# Tellervo norinia
Tellervo norinia är en fjärilsart som beskrevs av Hans Fruhstorfer 1911. Tellervo norinia ingår i släktet Tellervo och familjen praktfjärilar. Inga underarter finns listade i Catalogue of Life.